# Pirow Bekker
Pirow Bekker (Smithfield (Vrystaat), 9 december 1935) is een Zuid-Afrikaanse schrijver en dichter.
Behalve gedichten schreef hij ook korte verhalen en romans. Hij werkte als journalist en docent en is werkzaam bij het Human Sciences Research Centre in Pretoria. Hij woont in Boggomsbaai. De titels van een aantal van zijn dichtbundels zijn Die klip sing (1965), Toekomstige betrekkinge (1975) en Eskarp (1987). In de roman Die sentrum (1977) beschrijft Bekker het leven van een jongen die zowel wreed als weerloos is en door zijn gedrag veel spanningen oproept in de groep op school.
Voordat berge gebore word (1985) en Lag byvoorbeeld (1992) zijn verhalenbundels. De meeste verhalen van deze laatste bundel gaan over initiatieriten. In 1993 schreef hij Rasuur, een dichtbundel waarin veel gedichten over de natuur zijn opgenomen.

## Publicaties
- 1965: Die klip sing
- 1970: Die titel in die poësie
- 1974: Die kwatryn
- 1975: Die peerboom en ander verhale
- 1975: Toekomstige betrekkinge
- 1975: Die liefdeskronieke van Basilika
- 1977: Die sentrum
- 1977: Vangs
- 1977: Hadihie hadida
- 1978: Definisies deur die bloed
- 1980: Manna Kommering
- 1981: Trap sag terwyl jy hardloop
- 1982: Lag byvoorbeeld
- 1983: Witsalpeter
- 1985: Voordat berge gebore word
- 1987: Eskarp
- 1993: Rasuur
- 1996: Die mikstuur van Mooies
- 2002: Stillerlewe
- 2005: Toorop-stories
- 2008: Van roes en amarant
- 2013: Atlas teen die vergeetrivier

- Gemeinsame Normdatei: 142609927
- International Standard Name Identifier: 0000 0001 1460 2924
- Library of Congress Control Number: n82207850
- Virtual International Authority File: 23498252
- WorldCat: E39PBJrrrhPtY8GPDBdqD8CxXd